# 上横江駅
上横江駅（かみよこええき）は、かつて富山県中新川郡立山町横江にあった、富山地方鉄道立山線の駅（廃駅）である。

## 概要
1993年（平成5年）時点では、1日上下4本ずつ停車で、乗降客数も地鉄鉄道線の中で最も少ない乗降客数（3人）であった。
昔はホーム反対側に北陸電力の寮が置かれ、そのため当駅も住み込み委託職員によって運営されていた。

## 歴史
- 1921年（大正10年）10月11日：富山県営鉄道 岩峅寺駅 - 当駅間開業時に、終着駅として開業。当時の駅名は横江駅（よこええき）であった。
- 1923年（大正12年）4月20日：富山県営鉄道が千垣駅まで延伸、途中駅となる。
- 1931年（昭和6年）5月15日：岩峅寺駅 - 当駅間に尖山駅（現在の横江駅）が開業。
- 1943年（昭和18年）1月1日：富山地方鉄道の駅になる。
- 1965年（昭和40年）4月15日：当駅を上横江駅に改称[1]。同時に尖山駅を横江駅に改称。
- 1997年（平成9年）4月1日：廃止[2]。

## 駅構造
単式ホーム1面1線を有する地上駅であった。

## 駅周辺
1993年（平成5年）時点では周囲は荒れ地が広がるのみであった。

## 隣の駅
富山地方鉄道
■立山線
横江駅 - 上横江駅 - 千垣駅